# Geolycosa excussa
Geolycosa excussa är en spindelart som först beskrevs av Albert Tullgren 1905.  Geolycosa excussa ingår i släktet Geolycosa och familjen vargspindlar. Inga underarter finns listade i Catalogue of Life.